# Heteropolyonyx
Heteropolyonyx is een geslacht van kreeftachtigen uit de klasse van de Malacostraca (hogere kreeftachtigen).

## Soort
- Heteropolyonyx biforma Osawa, 2001